# Rivière Mattawasaga
La rivière Mattawasaga est un cours d'eau situé dans le district de Cochrane dans le Nord-Est de l'Ontario (Canada) se jetant dans le lac Abitibi.

## Géographie
La rivière Mattawasaga est issue d'un ruisseau (altitude : 324 m) au sud-est du lac Harker et coule sur environ 50 km d'abord vers le nord puis vers l'est contournant les installations de la KL Gold Holt Mine par le nord, reçoit les eaux du lac Holloway sur sa rive gauche puis remonte en serpentant vers le nord jusqu'à son embouchure sur le lac Abitibi (282 m),.
À partir de la décharge du lac Abitibi, le courant emprunte le cours de la rivière Abitibi, puis de la rivière Moose (Ontario) pour aller se déverser sur la rive sud de la baie James.